# Кироро
Kiroro е японски дует от Йомитан, Окинава, създаден от Тамаширо Чихару (вокал) и Кинжу Аяно (пиано) през 1996 година. През 1998 г. на бял свят излиза първата им песен – ''Nagai Aida'' („Винаги ще те обичам“), набрала световна популярност. Тази песен печели на групата множество почитатели и предразполага към издаването на редица техни албуми и сингли.

## История
Тамаширо Чихару е родена на 17 април 1977 г., а Кинжу Аяно – на 15 август 1977 – и двете в Окинава, Япония.
Името на дуета, Кироро, е измислено по доста интересен начин. Като ученичка Тамаширу е изпратена в Икедамачи, Хокаидо като участничка в обменна програма. Там диалектът „Ainu“ и прави изключително голямо впечатление. По-късно с думите на Ainu „Kiroru“ и „Kiroro-an“, които в превод означават съответно „пътека“ и „гъвкав, силен, здрав“, двете създават „Kiroro“ и решават то да стане име на новосъздадения им дует.
По-късно обаче разбират, че „Kiroro“ вече е регистрирано като име на известно почивно селище в Хокайдо. Продуцентите им преговарят със собствениците и в крайна сметка талантливите японки получават разрешение да използват името.
През януари 2005 година вокалистката, Тамаширо Чихару, обявява, че е сгодена. На 17 април, когато е и рожденият ѝ ден, тя и годеникът ѝ встъпват в граждански брак. През май същата година пианистката, Аяно, съобщава новината, че е бременна и скоро ще се омъжи. През юли се разбира, че и Тамаширо е бременна.
През септември 2005 г. в Окинава се провежда техният „четворен концерт“, промотиращ ''Wasurenaide'' („Не забравяй“), преди и двете да се оттеглят в майчинство. Кинжу ражда момиченце през ноември същата година, а три месеца по-късно, през февруари, 2006 г., Тамаширо се сдобива със син. През март, 2007 г., Тамаширо Чихару обявява втората си бременност.